# Dénes Varga
Dénes Andor Varga (né le 29 mars 1987 à Budapest) est un joueur de water-polo hongrois.
Il remporte le titre olympique en 2008 à Pékin avec son frère aîné Dániel Varga.[réf. nécessaire]